# Templo de Fresno (California)
El Templo de Fresno, California, es uno de los templos construidos y operados por la Iglesia de Jesucristo de los Santos de los Últimos Días, el número 78 construido por la iglesia, el cuarto en el estado de California y el primero en la región central del estado. Ubicado en la comunidad de Bartlett, un suburbio de la ciudad de Memphis, el templo de mármol blanco consta de un solo pináculo y jardines que durante la primavera son decorados con miles de flores y que, a diferencia del interior del templo, están abiertos al público.
Al templo, por su cercanía a las comunidades, asisten Santos de los Últimos Días provenientes del Condado de Fresno y de otras comunidades del Valle de San Joaquín, tales como Hanford, Merced y el Condado de Tulare. Previo a la construcción del templo en su ciudad, los fieles de la región viajaban al templo de Oakland

## Historia
Aunque la presencia del restauracionismo SUD en el norte y el sur de California se remontó a 1846-1847, no fue sino hasta el siglo XX que la iglesia fue establecida en el centro de California. Una de las primeras visitas de misioneros al área de Fresno fue en el año 1914. Tres familias de conversos iniciaron el núcleo de la iglesia en el centro del Valle de San Joaquín. El 5 de agosto de 1920, se organizó la organización de la Sociedad de Socorro en la casa de una de esas familias. 
La primera congregación fue creada el 21 de noviembre de 1920 y cubría una extensa región desde Fresno hasta Manteca, 100 km al sur, hasta 150 km al norte y las montañas del este y oeste. El presidente de la rama en Fresno, originario de Wyoming, reclutó a todos los fieles que vivían en el Valle. Señaló que en un año, recorrió 7.800 km en busca de Santos de los Últimos Días.
La primera capilla fue dedicada por el entonces presidente de la iglesia Heber J. Grant en 1927. La primera estaca en Fresno fue creada en 1951.

## Anuncio
La Primera Presidencia de la iglesia SUD anunció la construcción del templo en la ciudad de Fresno mediante una carta a las autoridades generales del área en enero de 1999 y públicamente durante la conferencia general de abril de 1998. Habría transcurrido un año desde el anuncio de la iglesia de construir templos de menores proporciones. El templo de Fresno es uno de los templos con esas menores proporciones. El templo fue el número 99 anunciado por la iglesia en su meta de construir 100 templos para el año 2000. La iglesia anunció en 1998 la construcción de 30 templos adicionales para lograr los 100 templos, el templo de Fresno fue el número 27, siendo el número 23 construido con especificaciones de menores proporciones, habiendo 54 templos en operaciones a nivel mundial para su anuncio, con otros 24 templos en construcción.
Después del anuncio la iglesia decidió construir el templo en un terreno que la iglesia ya poseía adyacente al centro de estaca al oeste de la ciudad. La ceremonia de la primera palada tuvo lugar dos meses después del anuncio oficial, el 20 de marzo de 1999 presidida por las autoridades generales del área y al que asistieron unas 2300 personas. Fue uno de los templos con el menor tiempo entre el anuncio oficial y la primera palada. El mismo día la iglesia efectuó la primera palada para el templo de Fukuoka (Japón), el Templo de Melbourne (Australia), y el Templo de Tuxtla Gutiérrez (México), la primera vez que se realizaron la primera palada para cuatro templos el mismo día. Tres días previos, el 13 de marzo, se realizaron las primeras paladas de tres templos adicionales, siete ceremonias en el mismo mes.

## Construcción
El templo se construyó a base de mármol blanco-sierra y cuenta con dos salones empleados para las ordenanzas SUD, dos salones de sellamientos matrimoniales y un batisterio. Tiene un área de 990 metros cuadrados de construcción en un terreno de 2,2 hectáreas.

## Dedicación

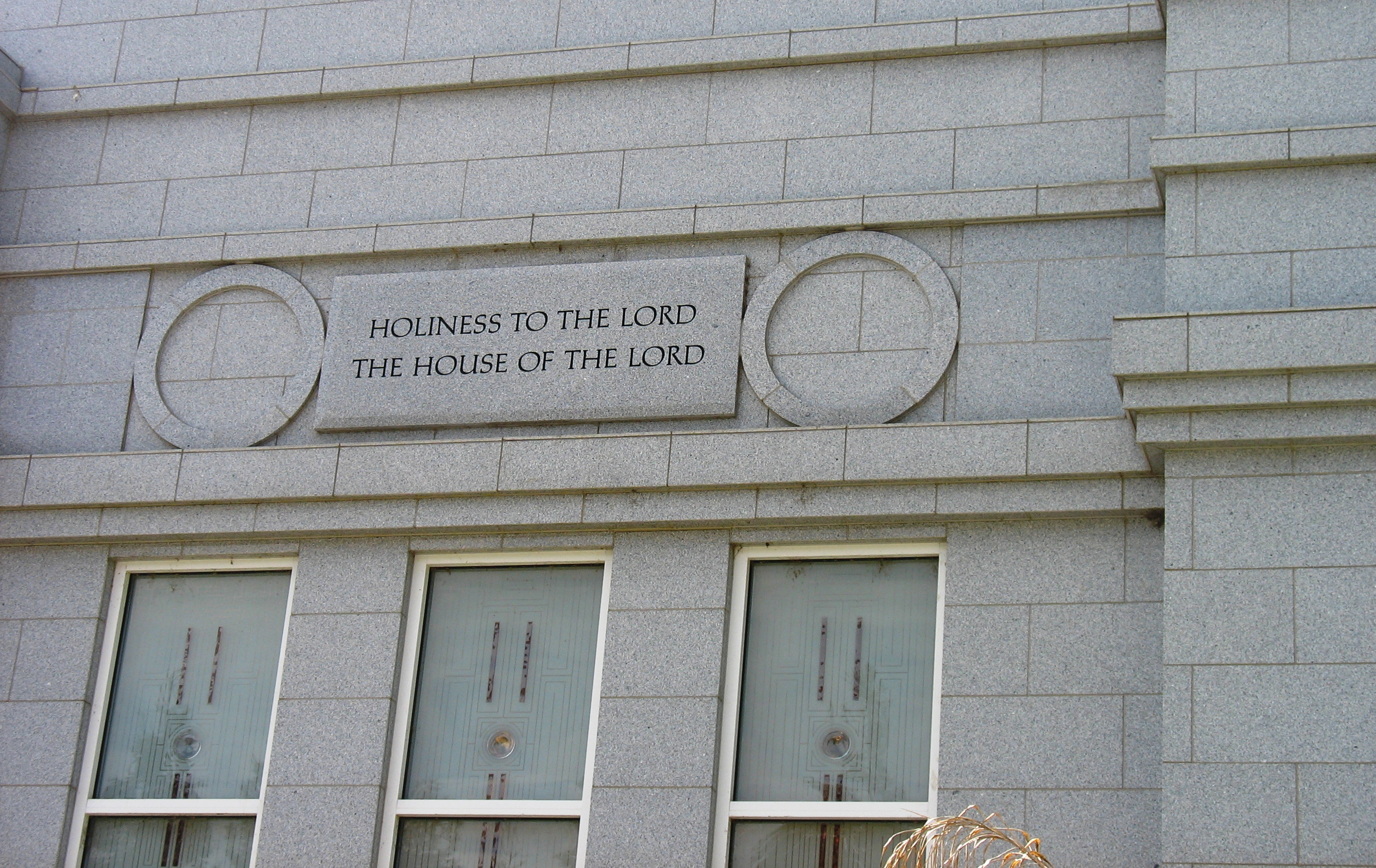
Detalle del costado del templo de Fresno.

El templo SUD de la ciudad de Fresno fue dedicado para sus actividades eclesiásticas en cuatro sesiones el 9 de abril de 2000, por el entonces presidente de la iglesia Gordon B. Hinckley. Duró un año y 20 días entre la ceremonia de la primera palada y su dedicación, uno de los templos de menor duración en su construcción. Con anterioridad a ello, durante la semana del 25 de marzo al 4 de abril de ese mismo año, la iglesia permitió un recorrido público de las instalaciones y del interior del templo al que asistieron más de 53.000 visitantes. Unos 10 000 miembros de la iglesia e invitados asistieron a la ceremonia de dedicación, que incluye una oración dedicatoria.

## Reapertura COVID-19
El Templo de Fresno comenzó su fase inicial de reapertura posterior a los cierres causados por las restricciones durante la pandemia de COVID-19 el 6 de julio de 2020, siendo uno de los últimos templos en volver a abirir llevando el número total de templos reabiertos a 109 de 156. Se le permitió a los recién reabiertos templos solo realizar ceremonias matrimoniales por personas vivas sin permitir otras ceremonias eclesiásticas, el bautismo por los muertos y otras obras vicarias. La semana siguiente comenzaron la fase 2 de reapertura junto a otros 12 templos permitiendo otras ceremonias para personas vivas, sin abrir aún las acostumbradas ordenanzas por los fallecidos. En abril de 2022 el templo de Fresno reanudó sus actividades a favor de sus devotos sin restricciones donde las regulaciones del gobierno local lo permitaín. La iglesia permanece requiriendo citas previas para todas las ceremonias eclesiásticas del templo.